# Dolphin Stradivarius
Delfino Stradivarius – antyczne skrzypce wykonane w 1714 roku przez włoskiego lutnika Antonio Stradivariego z Cremony.
Skrzypce były kiedyś własnością Jaschy Heifetza. Pod koniec XIX wieku, ówczesny właściciel George Hart, który był sprzedawcą instrumentów w Londynie, nazwał skrzypce Dolphin, ponieważ pasiasta i połyskliwa kolorystyka ich płyty dolnej skojarzyła mu się z grzbietem delfina przecinającego morskie fale.
Uważane są za jedne z trzech najlepszych skrzypiec wykonanych przez Stradivariego, wraz z „Alard” z 1715 i „Messie” z 1716.
Dolphin  jest obecnie własnością japońskiej fundacji Nippon Music Foundation, która udostępnia instrument skrzypaczce Akiko Suwanai.